# コミック・アーティスト・イン・レジデンス
コミック・アーティスト・イン・レジデンスは、各種の芸術制作を行う人物を一定期間ある土地に招聘し、その土地に滞在しながらの作品制作を行わせる事業「アーティスト・イン・レジデンス (Artist-in-residence program)」の招へいアーティストを漫画家に特化した事業の名称。

## 実施例

### KITAQ Comic AiR
2018年11月、日本の北九州市で開催された『海外マンガフェスタ』事業の一環として、漫画家を招へいし、滞在した街で感じたインスピレーションを漫画に描き起こすプロジェクトとしてKITAQ Comic AiR（北九州コミック・アーティスト・イン・レジデンス）が開催された。
アメリカン・コミックの漫画「トランスフォーマー」シリーズなどで作画を担当する米国人のアンドリュー・グリフィス (Andrew Griffith)、「バットマン＆ロビン」の作画などを行っているスペイン人のフアン・アルバラン (Juan Albarran)を招へいし、2018年11月9日～22日までの約2週間、北九州市小倉北区の「ＮＣＢ街かどギャラリー」等を拠点に創作活動を行った。創作した作品は開催都市である北九州市に寄贈された。
2019年、北九州市で第２回のKITAQ Comic AiR（北九州コミック・アーティスト・イン・レジデンス）が開催された。
アメリカン・コミックの漫画「バットガール」の米国人漫画家バブズ・ター (Babs Tarr)、「Dominoシリーズの作画などを行っているスペイン人のデイビッド・バルデオン (David Baldeon)を招へいし、2019年11月28日～12月13日までの約2週間、北九州市小倉北区の「ＮＣＢ街かどギャラリー」等を拠点に創作活動を行った。創作した作品は開催都市である北九州市に寄贈された。
プログラムの中では、若者の芸術意識の高揚を目的に、漫画家が地元の高校や工業大学での講義やワークショップ等が実施された。